# Чемпіонат Європи з водних видів спорту 1962
51°20′27″ пн. ш. 12°21′05″ сх. д. / 51.3408° пн. ш. 12.3514° сх. д.
Чемпіонат Європи з водних видів спорту 1962, 10-й за ліком, тривав з 18 до 25 серпня 1962 року в Лейпцигу (НДР). Розіграно нагороди з плавання (на довгій воді), стрибків у воду і водного поло (чоловіки). У плавальній програмі серед чоловіків 100 метрів на спині замінили на 200 м на спині. А ще ввели змагання на дистанції 400 м комплексом і в естафеті 4×100 м вільним стилем. Серед жінок ввели 400 метрів комплексом.

## Таблиця медалей

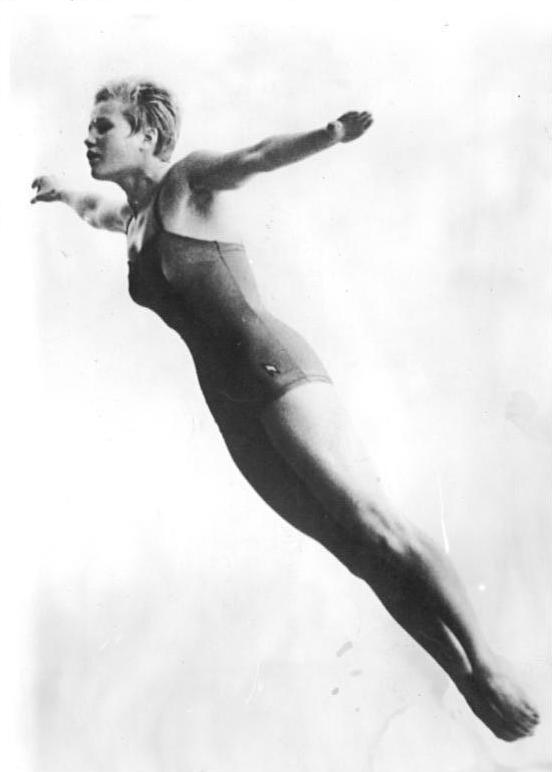
Інґрід Кремер здобула дві золоті нагороди

*   Країна-господарка ( НДР)
| Місце                | Країна               | Золото | Срібло | Бронза | Загалом |
| -------------------- | -------------------- | ------ | ------ | ------ | ------- |
| 1                    | Нідерланди           | 6      | 5      | 5      | 16      |
| 2                    | НДР*                 | 5      | 5      | 7      | 17      |
| 3                    | СРСР                 | 4      | 4      | 3      | 11      |
| 4                    | Велика Британія      | 2      | 5      | 2      | 9       |
| 5                    | Франція              | 2      | 1      | 0      | 3       |
| 6                    | Угорщина             | 2      | 0      | 3      | 5       |
| 7                    | Швеція               | 1      | 2      | 2      | 5       |
| 8                    | Австрія              | 1      | 0      | 0      | 1       |
| 9                    | Іспанія              | 0      | 1      | 0      | 1       |
| 9                    | Югославія            | 0      | 1      | 0      | 1       |
| Загалом (10 збірних) | Загалом (10 збірних) | 23     | 24     | 22     | 69      |

## Медальний залік

### Стрибки у воду
Змагання чоловіків
| Дисципліна    | Золото             | Золото | Срібло                   | Срібло | Бронза                | Бронза |
| ------------- | ------------------ | ------ | ------------------------ | ------ | --------------------- | ------ |
| Трамплін, 3 м | Курт Мрквіка (AUT) | 147.21 | Ганс-Дітер Попхаль (GDR) | 145.70 | Борис Популях (URS)   | 145.20 |
| Вишка, 10 м   | Браян Фелпс (GBR)  | 150.81 | Рольф Шперлінґ (GDR)     | 148.24 | Геннадій Галкін (URS) | 143.18 |

Змагання жінок
| Дисципліна    | Золото              | Золото | Срібло                 | Срібло | Бронза                 | Бронза |
| ------------- | ------------------- | ------ | ---------------------- | ------ | ---------------------- | ------ |
| Трамплін, 3 м | Інґрід Кремер (GDR) | 153.57 | Хрістіане Ланцке (GDR) | 137.78 | Наталія Лобанова (URS) | 133.78 |
| Вишка, 10 м   | Інґрід Кремер (GDR) | 107.96 | Нінель Крутова (URS)   | 95.92  | Ґабріеле Шепе (GDR)    | 90.88  |

### Плавання

#### Чоловіки
| Дисципліна                      | Золото                                                                   | Золото  | Срібло                                                                     | Срібло  | Бронза                                                               | Бронза  |
| ------------------------------- | ------------------------------------------------------------------------ | ------- | -------------------------------------------------------------------------- | ------- | -------------------------------------------------------------------- | ------- |
| 100 м вільним стилем            | Ален Готвалес (FRA)                                                      | 55.0    | Пер-Ола Ліндберґ (SWE)                                                     | 55.5    | Рон Крон (NED)                                                       | 55.5    |
| 400 м вільним стилем            | Йоган Бонтеку (NED)                                                      | 4:25.6  | Ганс Розендаль (SWE)                                                       | 4:25.8  | Франк Віґанд (GDR)                                                   | 4:26.8  |
| 1500 м вільним стилем           | Йожеф Катона (HUN)                                                       | 17:49.5 | Мігель Торрес (ESP)                                                        | 17:55.6 | Річард Кемпіон (GBR)                                                 | 17:59.8 |
| 200 м на спині                  | Леонід Барбієр (URS)                                                     | 2:16.6  | Вольфґанґ Ваґнер (GDR)                                                     | 2:17.9  | Йожеф Чикань (HUN)                                                   | 2:18.5  |
| 200 м брасом                    | Георгій Прокопенко (URS)                                                 | 2:32.8  | Іван Каретніков (URS)                                                      | 2:33.2  | Роб ван Емпел (NED)                                                  | 2:38.1  |
| 200 м батерфляєм                | Валентин Кузьмін (URS)                                                   | 2:14.2  | Браян Дженкінс (GBR)                                                       | 2:15.6  | Вольфґанґ Зібер (GDR)                                                | 2:18.0  |
| 400 м комплексом                | Геннадій Андросов (URS)                                                  | 5:01.3  | Ян Їскот (NED)                                                             | 5:05.5  | Юрґен Бахманн (GDR)                                                  | 5:05.9  |
| естафета 4×100 м вільним стилем | Франція Ален Готвалес Жан-Паскаль Куртійє Робер Крістоф Жерар Гропе      | 3:43.7  | Велика Британія Роберт Макґреґор Джон Мартін-Дай Пітер Кендрю Стенлі Кларк | 3:44.7  | Швеція Бенґт-Улоф Нордвалль Ян Лундін Матс Свенссон Пер-Ола Ліндберґ | 3:45.0  |
| естафета 4×200 м вільним стилем | Швеція Ганс Розендаль Пер-Ола Ліндберґ Матс Свенссон Ларс-Ерік Бенґтссон | 8:18.4  | Франція Жерар Гропе Ален Готвалес Жан-Паскаль Куртійє Робер Крістоф        | 8:20.4  | НДР Йоахім Гербст Мартін Клінк Франк Віґанд Фолькер Фрішке           | 8:24.6  |
| естафета 4×100 м комплексом     | НДР Юрґен Діце Еґон Геннінґер Горст-Ґюнтер Ґреґор Франк Віґанд           | 4:09.0  | СРСР Вейко Сіймар Леонід Колесников Валентин Кузьмін Віктор Конопльов      | 4:10.3  | Нідерланди Ян Ветелінґ Віґер Менсонідес Ян Їскот Рон Крон            | 4:10.9  |

#### Жінки
| Дисципліна                      | Золото                                                                | Золото | Срібло                                                                       | Срібло | Бронза                                                                           | Бронза |
| ------------------------------- | --------------------------------------------------------------------- | ------ | ---------------------------------------------------------------------------- | ------ | -------------------------------------------------------------------------------- | ------ |
| 100 м вільним стилем            | Гайді Пехштайн (GDR)                                                  | 1:03.3 | Даяна Вілкінсон (GBR)                                                        | 1:03.3 | Інеке Тіґелар (NED)                                                              | 1:03.3 |
| 400 м вільним стилем            | Адрі Ластері (NED)                                                    | 4:52.4 | Інеке Тіґелар (NED)                                                          | 4:57.3 | Елізабет Юнґґрен (SWE)                                                           | 4:58.1 |
| 100 м на спині                  | Ріа ван Велсен (NED)                                                  | 1:10.5 | Коррі Вінкел (NED)                                                           | 1:10.7 | Вероніка Голлец (GDR)                                                            | 1:11.3 |
| 200 м брасом                    | Аніта Лонсбро (GBR)                                                   | 2:50.2 | Клені Бімолт (NED)                                                           | 2:51.2 | Урсула Кюпер (GDR)                                                               | 2:52.2 |
| 100 м батерфляєм                | Ада Кок (NED)                                                         | 1:09.0 | Уте Ноак (GDR)                                                               | 1:10.0 | Маріанне Гемскерк (NED)                                                          | 1:10.3 |
| 400 м комплексом                | Адрі Ластері (NED)                                                    | 5:27.8 | Аніта Лонсбро (GBR)                                                          | 5:32.3 | Марта Егерварі (HUN)                                                             | 5:33.3 |
| естафета 4×100 м вільним стилем | Нідерланди Коккі Гастелаарс Адрі Ластері Еріка Терпстра Інеке Тіґелар | 4:15.1 | Велика Британія Лінда Амос Едрієнн Бреннер Дженніфер Томпсон Даяна Вілкінсон | 4:16.3 | Угорщина Марія Франк Жужа Ковач Чілла Добаї-Мадарас Каталін Такач                | 4:17.5 |
| естафета 4×100 м комплексом     | НДР Інґрід Шмідт Барбара Ґебель Уте Ноак Гайді Пехштайн               | 4:40.1 | Нідерланди Ріа ван Велсен Клені Бімолт Ада Кок Інеке Тіґелар                 | 4:42.9 | Велика Британія Лінда Ландґроув Аніта Лонсбро Мері-Енн Коттерілл Даяна Вілкінсон | 4:46.2 |

### Водне поло
| Дисципліна         | Золото   | Срібло         | Бронза |
| ------------------ | -------- | -------------- | ------ |
| Змагання чоловіків | Угорщина | СРСР Югославія | none   |